# Cmentarz prawosławny w Korchowie (nowy)
Cmentarz prawosławny w Korchowie – prawosławna nekropolia w Korchowie, utworzona na przełomie XVIII i XIX w. na potrzeby parafii unickiej, obecnie użytkowana przez parafię prawosławną w Tarnogrodzie.

## Historia i opis
Cmentarz został wytyczony na przełomie XVIII i XIX w. na potrzeby parafii unickiej. Był czynną nekropolią do czasu utworzenia nowego w latach 70. XIX w.. Ponownie zaczął być użytkowany przez parafię prawosławną od początku XX w. aż do dzisiejszych czasów.
Na początku lat 90. XX wieku na terenie nekropolii były zachowane fragmenty jednego nagrobka sprzed 1945 w formie postumentu z obeliskową nadstawą z akroterionami i tympanonami. Na starych grobach zbudowano nowe nagrobki w większości w postaci lastrikowych i marmurowych stelli z krzyżami, a także ustawiono metalowe i drewniane krzyże przy mogiłach ziemnych. Inskrypcje na nagrobkach wykonane zostały w języku polskim. Najstarszy zachowany nagrobek pochodzi z 1926. W 2006 w granicach nekropolii zbudowano cerkiew cmentarną, nawiązującą wezwaniem do dawnej świątyni we wsi (zniszczonej w okresie międzywojennym). 
Wokół cmentarza rośnie po 5 dębów i wiązów, 3 lipy i kasztanowiec na obrzeżu cmentarza. W części zachodniej występują samosiewy jesionu, klonu i lipy. Wśród roślin zielnych podłoża znajduje się m.in. barwinek.